# Kyjovice, Opava
Kyjovice là một làng thuộc huyện Opava, vùng Moravskoslezský, Cộng hòa Séc.